# Lamberto Malatesta
Lamberto Malatesta (Milano, 20 giugno 1912 – Milano, 9 ottobre 2007) è stato un chimico italiano.
Con i suoi studi e le sue ricerche, ha dato il via alla teoria delle nanostrutture.

## Biografia e carriera
Diplomatosi al R. Liceo Ginnasio Giuseppe Parini di Milano nel 1930, studiò poi Chimica industriale all'Università degli Studi di Milano con Livio Cambi, con cui si laureò nel 1935. Subito dopo, fu assistente incaricato alla cattedra di Chimica industriale, quindi, dal 1937, alla cattedra di Chimica analitica fino al 1948 quando divenne professore associato. Nel 1951 consegue l'ordinariato in Chimica Generale e Inorganica, alla cui cattedra rimase fino al 1982, anno in cui fu collocato fuori ruolo, e subito dopo nominato Professore Emerito dell'Università di Milano. Fra la fine degli anni '50 ed i primi anni '60, per i risultati conseguiti, su invito svolse attività di ricerca pure all'Imperial Chemical Industries.
Diresse l'Istituto di Chimica Generale dal 1951 al 1982 e l'Istituto di Chimica Inorganica dal 1982 al 1987 della Facoltà di Scienze dell'Università di Milano. Dal 1975 al 1977, è stato presidente della "Sezione di chimica inorganica" della IUPAC, della Società chimica italiana dal 1971 al 1973, del "Comitato per le scienze chimiche" del CNR dal 1976 al 1981.
Appartenente alla famosa e rinomata scuola milanese di chimica (che comprendeva anche i nomi di Giuseppe Bianchi, Luigi Canonica, Raffaello Fusco, Francesco Montanari, Vladimiro Scatturin, Massimo Simonetta), ha svolto importanti ricerche riguardanti principalmente i composti di coordinazione (metallo carbonili, composti isonitrilici, idruri e carbonilidruri del platino e del palladio). Fino agli anni '70, Malatesta lavorò poi sulle proprietà riducenti di alcune molecole e sulla loro attitudine a stabilizzare un centro metallico zerovalente, fino ad arrivare alle prime nanoparticelle di metalli nobili. Si pensi che attualmente le nanoparticelle di oro, di cui i composti di Malatesta furono il primo esempio, vengono utilizzate come nanofarmaci nella terapia dei tumori.
Fu socio nazionale dell'Accademia Nazionale dei Lincei dal 1982, due volte Presidente della Società Chimica Italiana, membro onorario della Royal Society of Chemistry di Londra, medaglia d'oro del Presidente della Repubblica, del Ministero della Pubblica Istruzione, della Società Chimica Italiana e della Confindustria. Fu anche membro dell'Istituto Lombardo Accademia di Scienze e Lettere.
Malatesta, oltre ad essere stato un grande chimico inorganico con all'attivo molte pubblicazioni scientifiche, scrisse, in successive edizioni, un trattato di chimica inorganica (il suo principale ambito di ricerca), un manuale di chimica analitica, nonché un fortunato manuale di chimica generale che ha aiutato generazioni di studenti, di ogni corso di laurea scientifico, ad apprendere, con rigore e chiarezza, i fondamenti della disciplina, poi ripubblicato in successive edizioni rivedute ed ampliate assieme (dagli anni '70 in poi) al suo allievo Sergio Cenini, poi anch'egli docente di chimica all'Università di Milano.
Gli è stato intitolato il Dipartimento di Chimica Inorganica, Metallorganica e Analitica dell'Università di Milano. In suo onore, ogni anno la Società Chimica Italiana assegna la medaglia Lamberto Malatesta a scienziati che abbiano ottenuto risultati di eccellenza in uno o più settori della chimica inorganica.

## Opere
- L. Malatesta, Chimica analitica, appunti raccolti da A. Sacco, Tipografia P. Pasquetto, Milano, 1951.
- L. Malatesta, A. Sacco, Chimica inorganica, 2 Voll., Tipografia D. Cislaghi, Milano, 1955.
- L. Malatesta, A. Sacco, Chimica inorganica, Libreria Editrice A. Noguerol, Milano, 1959.
- L. Malatesta, Chimica generale, G. & L. Guadagni, Milano, 1961 (con successive edizioni).
- L. Malatesta, Chimica inorganica, Editrice Scientifica Guido & Leonarda Guadagni, Milano, 1963 (con successive edizioni).
- L. Malatesta, A. Aràneo, Chimica analitica quantitativa, F. Vallardi, Milano, 1963 (con successive edizioni).
- L. Malatesta, A. Fiecchi, Chimica, 2 Voll., Editrice Scientifica Guido & Leonarda Guadagni, Milano, 1972.
- L. Malatesta, S. Cenini, Principi di chimica generale, con esercizi, Casa Editrice Ambrosiana, Milano, 1972 (con successive edizioni).
- L. Malatesta, Compendio di chimica inorganica, Casa Editrice Ambrosiana-CEA, Milano, 1992.